# Raúl Castro
Raúl Modesto Castro Ruz, född 3 juni 1931 i Birán i Holguín-provinsen, Kuba, är en kubansk kommunistisk politiker. Han var Kubas president 2008–2018, försvarsminister 1959–2008, vicepresident 1976–2008, tillförordnad president 2006–2008 och förstesekreterare i Kubas kommunistiska parti 2011–2021. Han är den yngste av den tidigare presidenten Fidel Castros två bröder och har sedan revolutionen 1959 varit en frontman i landets politik.
Raúls tid som stats- och regeringschef präglades av tydliga reformer, men utan vilja att släppa kommunistpartiets maktmonopol. Betydande ekonomiska reformer genomdrevs, bland annat legalisering av tidigare olaglig privat företagsamhet i mindre skala, decentralisering av ekonomin samt högre löneklyftor, som ansågs stimulera till ökad effektivitet. Trycket på oppositionella grupperingar lättades något, och vissa tidigare förbjudna eller oåtkomliga handelsvaror, till exempel mikrovågsugnar, persondatorer och DVD-spelare, blev lagliga och mer åtkomliga på Kuba.